# USS Ticonderoga (CG-47)
USS Ticonderoga (DDG/CG-47) («Тико») — головной ракетный крейсер типа «Тикондерога», первый в мире ракетный крейсер с многофункциональной боевой информационно-управляющей системой (БИУС) «Иджис» и пятый корабль ВМС США с подобным названием. Большинство крейсеров типа «Тикондерога» названо в честь значимых для истории США сражений. Крейсер «Тикондерога» не стал исключением из этого правила. Он назван в честь захвата форта Тикондерога в 1775 году.
Название «Тикондерога» происходит от ирокезского слова tekontaró:ken, означающего «у соединения двух водных путей».

## История строительства
Заказ на строительство крейсера «Тикондерога» был предоставлен верфи Ingalls Shipbuilding 22 сентября 1978 года. 1 января 1980 года крейсер был переклассифицирован в крейсер с управляемым ракетным оружием. Закладка киля корабля была произведена 21 января 1980 года, спуск на воду — 25 апреля 1981 года. В состав ВМС США крейсер вступил 22 января 1983 года. В церемонии крещения корабля 16 мая 1981 года приняла участие первая леди США Нэнси Рэйган. Из состава флота крейсер был выведен 30 сентября 2004 года. После списания крейсер был отбуксирован в Филадельфию. Существуют планы по переоборудованию крейсера в музей по истории корабля.